# Florian Smykal
Florian Józef Smykal (ur. 25 listopada 1886 w Podgórzu, zm. 22 marca 1963 w Warszawie) – pułkownik dyplomowany piechoty Wojska Polskiego, działacz niepodległościowy, kawaler Orderu Virtuti Militari, zastępca komendanta Okręgu Kraków ZWZ-AK.

## Życiorys
Urodził się 25 listopada 1886 w Podgórzu, w rodzinie Floriana i Weroniki z Aujewskich. 30 czerwca 1905 zakończył naukę w klasie VIII c. k. Gimnazjum w Podgórzu ze zdanym egzaminem dojrzałości, następnie Wydział Filozofii Uniwersytetu Jagiellońskiego. W latach 1911–1914 był nauczycielem gimnazjum realnego w Borszczowie.
W czasie I wojny światowej walczył w szeregach cesarsko-królewskiej Obrony Krajowej. 1 lipca 1915 został mianowany podporucznikiem rezerwy (niem. Leutnant), a 1 sierpnia 1917 porucznikiem rezerwy (niem. Oberleutnant). Jego oddziałem macierzystym był Pułk Strzelców Krajowych Nr III, który w 1917 został przemianowany na Pułk Strzelców Cesarskich Nr III. 
Od 24 sierpnia do 16 października 1919 jako kapitan oraz od 8 sierpnia 1920 do 16 maja 1921 był dowódcą 4 pułku piechoty Legionów. 15 lipca 1920 został zatwierdzony z dniem 1 kwietnia 1920 w stopniu majora, w piechocie, w grupie oficerów byłej armii austro-węgierskiej.
3 maja 1922 został zweryfikowany w stopniu podpułkownika ze starszeństwem z dniem 1 czerwca 1919 i 211. lokatą w korpusie oficerów piechoty, a jego oddziałem macierzystym był nadal 4 pułk piechoty Legionów. W 1923 był zastępcą szefa sztabu Dowództwa Okręgu Korpusu Nr IX w Brześciu, pozostając oficerem nadetatowym 9 pułku piechoty Legionów w Zamościu. Z dniem 2 listopada 1923 został przydzielony do 9 pułku piechoty Legionów z jednoczesnym odkomenderowaniem do Wyższej Szkoły Wojennej w Warszawie, w charakterze słuchacza jednorocznego kursu doszkolenia. Z dniem 15 października 1924, po ukończeniu kursu i otrzymaniu dyplomu naukowego oficera Sztabu Generalnego, został przydzielony do Dowództwa 30 Dywizji Piechoty w Kobryniu na stanowisko szefa sztabu. 21 sierpnia 1926 otrzymał przeniesienie do 13 pułku piechoty w Pułtusku na stanowisko dowódcy pułku. Dowództwo pułku objął 17 września 1926, a zdał 8 listopada 1929. 16 marca 1927 został mianowany pułkownikiem ze starszeństwem z dniem 1 stycznia 1927 i 14. lokatą w korpusie oficerów piechoty. W listopadzie 1929 został przeniesiony do Biura Uzupełnień Ministerstwa Spraw Wojskowych na stanowisko zastępcy szefa. 31 lipca 1931 Biuro zostało przemianowane na Departament Uzupełnień Ministerstwa Spraw Wojskowych bez zmiany kompetencji. W nowej organizacji został zastępcą pułkownika Michała Zabdyra, szefa departamentu. W lipcu 1935 został mianowany szefem tegoż departamentu. 24 października 1938 na stanowisku szefa departamentu zastąpił go pułkownik dyplomowany Ludwik Lichtarowicz. W tym samym roku został przeniesiony w stan spoczynku.
W czasie II wojny światowej zaangażował się w działalność konspiracyjną. Od kwietnia do lipca 1943 był zastępcą komendanta Okręgu Kraków AK. Działał pod pseudonimem Florian, Krakus. Aresztowany 27 lipca 1943 prawdopodobnie na skutek donosu. Po zakończeniu wojny objął stanowisko dyrektora Collegium Marianum w Pelplinie. Uczył języka polskiego i łaciny. Jego żona pracowała jako sekretarka w szkole. Po upaństwowieniu szkoły i przekształceniu w Liceum Ogólnokształcące pozostał w niej nauczycielem do 1954 Po wyjeździe z Pelplina był pracownikiem naukowym biblioteki PAN w Gdańsku. Zmarł 22 marca 1963 w Warszawie i został pochowany na cmentarzu Powązkowskim (kwatera 323, rząd 4, miejsce 15).
Był żonaty ze Stefanią z Mydlarczyków (ok. 1894–1978), z którą miał dwóch synów: Erazma (1922–2006) i Jana (ur. 1923).

## Ordery i odznaczenia
- Krzyż Srebrny Orderu Wojskowego Virtuti Militari nr 5286[1]
- Krzyż Oficerski Orderu Odrodzenia Polski – 9 listopada 1931 „za zasługi na polu organizacji wojska”[22][23]
- Krzyż Walecznych dwukrotnie[2]
- Złoty Krzyż Zasługi po raz pierwszy – 10 listopada 1928[24][25]
- Złoty Krzyż Zasługi po raz drugi – 10 listopada 1938 „za zasługi w służbie wojskowej”[26][27]
- Medal Niepodległości – 9 listopada 1933 „za pracę w dziele odzyskania niepodległości”[28][29]
- Medal Pamiątkowy za Wojnę 1918–1921[2]
- Medal Dziesięciolecia Odzyskanej Niepodległości[2]
- Brązowy Medal za Długoletnią Służbę[2]

austro-węgierskie
- Krzyż Zasługi Wojskowej 3 klasy z dekoracją wojenną i mieczami
- Złoty Medal Waleczności
- Srebrny Medal Waleczności 1 klasy